# Беляна (река)
Беля́на (Белянка) — река в Московской области России, правый приток реки Истры.
Исток в 3 км к северо-востоку от села Ершово, устье в 3 км ниже села Павловская Слобода. На реке стоят деревни Кезьмино, Славково, Писково.
Длина — 17 км, площадь водосборного бассейна — 86,3 км². Равнинного типа. Питание преимущественно снеговое. Беляна замерзает в ноябре — начале декабря, вскрывается в конце марта — апреле.
Хвойный массив возле устья этой живописной реки рассечён пополам Новорижским шоссе, а с севера оккупирован дачами, однако верховья Беляны, протекающей по дремучим смешанным лесам, по-прежнему представляют интерес для туристов. В селе Ершово — усадьба Олсуфьевых XIX века (дом, храм и парк).

## Данные водного реестра
- Бассейновый округ — Окский;
- Речной бассейн — Ока;
- Речной подбассейн — бассейны притоков Оки до впадения Мокши;
- Водохозяйственный участок — Москва от города Звенигорода до Рублёвского гидроузла, без реки Истры (от истока до Истринского гидроузла);
- Код водного объекта — 09010101512110000023696[3].